# EBK Copenhague
L' EBK est un club de handball basé à Copenhague au Danemark.

## Palmarès
- Championnat du Danemark (1) : 1970/1971